# Euxoa canariensis
Euxoa canariensis är en fjärilsart som beskrevs av Hans Rebel 1902. Euxoa canariensis ingår i släktet Euxoa och familjen nattflyn. Inga underarter finns listade i Catalogue of Life.

## Bildgalleri

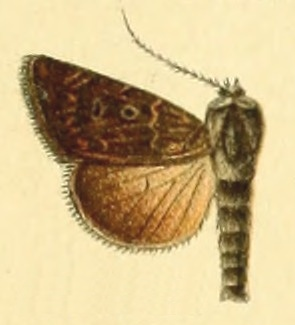